# Жасоркен
Жасорке́н (ранее — Жасурке́н, каз. Жасөркен) — село в Жамбылском районе Жамбылской области Казахстана, входит в состав Кызылкайнарского сельского округа. Код КАТО — 314048200.

## География
Село расположено в юго-восточной части Жамбылского района, на правом берегу реки Талас, в 15 километрах к юго-востоку от областного центра города Тараз, в 45 километрах к юго-востоку от районного центра села Аса, и в 2 километрах к юго-востоку от административного центра сельского округа села Кызылкайнар. Ближайшая железнодорожная станция Тараз — расположена в 16 километрах к северо-западу от села (по дороге — 20 км. Соседние населённые пункты: Кызылкайнар в 2 километрах к северо-западу, Гродеково в 4 километрах к западу. Транспортное сообщение осуществляется посёлочным дорогами, с выходом на автодорогу А-14 на участке села Кызылдикан. Высота центра населённого пункта — 715 метров над уровнем моря.

## Население
| Численность населения | Численность населения | Численность населения |
| 1989                  | 1999                  | 2009                  |
| --------------------- | --------------------- | --------------------- |
| 1542                  | ↘1342                 | ↘1202                 |